# Axel Gabriel Bielke
Axel Gabriel Bielke af Åkerö, född 28 mars 1800 på Sturefors i Vist socken, död 17 januari 1877 i Stockholm, var greve, kammarherre, tecknare och konstvän.

## Biografi
Axel Gabriel Bielke föddes 1800. Han var son till kornetten vid lätta dragonregementet, greve Gustaf Thure Bielke och Charlotta Catharina Hård af Segerstad. Bielke blev 5 december 1815 student vid Uppsala universitet och avlade där 12 juni 1820 kansliexamen. Han blev 29 juni 1820 extra ordinarie kanslist i kanslistyrelsens expedition och var 1822 kammarjunkare. Bielke reste utomlands från 1825 till 1827 och blev 1 februari 1828 kammarherre.
Efter en kort tjänstgöring vid det kungliga kansliet drog han sig till det privata livet. Han var en betydande konstsamlare och konstvän, bland annat var han tillsammans med Mikael Gustaf Anckarsvärd och Per Axel Nyström grundare av Sveriges första konstförening, nuvarande Sveriges allmänna konstförening, som bildades 1832. Han blev hedersledamot av Kungliga Akademien för de fria konsterna 1852 och var vice ordförande (så kallad preses) inom akademin från 1871 fram till sin död. Han testamenterade sina dyrbara samlingar till staten. Bland annat donerade han över 2.200 keramiska alster och 10.000 gravyrer till Nationalmuseum  där han är representerad med egna teckningar.
Axel Gabriel Bielke är begravd på Trosa lands kyrkogård.